# Tomtar på loftet (TV-serie)
Tomtar på loftet (norska: Nissene på låven) var en norsk TV-serie skapad av de norska skådespelarna/komikerna Espen Eckbo och Kristian Ødegård. Serien sändes som julkalender, med ett femton minuter långt avsnitt varje dag under december månad, och var en parodi på de många dokusåporna som dök upp under början av 2000-talet. TV-serien hade premiär i Norge på TVNorge i december 2001 och blev mycket populär både i Norge och Sverige. Tomtar på loftet sändes för första gången i Sverige på Kanal 5 julen 2002. Kanal 5 repriserade även programmet ett år senare, julen 2003.

## Handling
Vid seriens start den 1 december fanns det 24 deltagare, men för varje dag som gick röstades en person ut. Serien utmärkes av ett tydligt jultema, eftersom det bland de utmärkande reglerna bland annat ingick att alla deltagare under hela seriens gång skulle bära ett tomteskägg, en tomtedräkt, och att de inte fick äta något annat än julgröt och godis. Likt Expedition Robinson så delades "tomtarna" inledningsvis in i två lag som tävlade mot varandra i diverse olika grenar (exempelvis julbak, julpynt och julklappsgissning), innan det blev en så kallad "sammanslagning" när serien började närma sig sitt slut. Den inledande laguppdelningen bestod av "gråskäggstomtarna" och "vitskäggstomtarna". Man kunde i det här fallet tydligt skilja de två lagen åt med hjälp av färgen på deltagarnas tomteskägg.

## Medverkande
| Roll                         | Skådespelare           |
| ---------------------------- | ---------------------- |
| Olav Johnsen (programledare) | Kristian Ødegård       |
| Asbjørn Brekke               | Espen Eckbo            |
| Rhino Thue                   | Espen Eckbo            |
| Steven Evensen               | Trond Fausa Aurvåg     |
| Tom Lund                     | Eivind Sander          |
| Svein Skottvik               | Nikis Theophilakis     |
| Sverre Borge                 | Sverre Horge           |
| Synne Iversen                | Siw Anita Andersen     |
| Kine Messel                  | Line Verndal           |
| Ole-Morten Sletholt          | Frode Thorstad         |
| Gaute Holem                  | Rolf Arne Hesleskaug   |
| Peter Lycke                  | Harald Aas             |
| Even Enge                    | Ola Enger Stenberg     |
| Vegard Dysviken              | Jan Fredrik Wasa       |
| Timothy Dahle                | Henrik Elvestad        |
| Bent Leikvoll (Vinnare)      | Atle Antonsen          |
| Anne-Gro Lamo                | Marian Saastad Ottesen |
| Marthe Lønn-Arnesen          | Jannike Kruse          |
| Johs Heidem                  | Jonas Torgersen        |
| Bodil Hambro                 | Bodil Lahelle          |
| Hilmar Hambro                | Hilmar Lahelle         |
| Einar Slyngstad              | Einar Slyngstad        |
| Radjif Mustafa               | Zahid Ali              |
| Liss Bangstad                | Inger Gundersen        |
| Else                         | Mette Orreberg         |
| Masktomten                   | Geir Børresen          |
| Svein Skottviks fru          | Linn Skåber            |

## Produktion
Serien spelades in på ett höloft på Fråstad gård i Fetsund, Norge, och gick likt Expedition Robinson och liknande serier ut på att försöka stanna kvar så länge som möjligt. 
Även om personerna bakom serien försökte dölja det så var alla som deltog i TV-serien skådespelare. En del av handlingen var baserat på manus, men mycket av det slutliga materialet bestod av rena improvisationer från skådespelarna. Idémakarna bakom serien medverkade också framför kameran, Kristian Ødegård var den ständigt folkdräktsklädde programledaren Olav och Espen Eckbo spelade två olika roller, dels nötallergikern Asbjørn Brekke, dels syntaren Rhino Thue. 